# Långtjärnen (Arvidsjaurs socken, Lappland, 727916-170064)
Långtjärnen är en sjö i Arvidsjaurs kommun i Lappland och ingår i Åbyälvens huvudavrinningsområde. Sjön har en area på 0,203 kvadratkilometer och ligger 470,6 meter över havet. Sjön avvattnas av vattendraget Storbäcken.

## Delavrinningsområde
Långtjärnen ingår i det delavrinningsområde (727620-170187) som SMHI kallar för Mynnar i Åbyälven. Medelhöjden är 404 meter över havet och ytan är 11,45 kvadratkilometer. Det finns inga avrinningsområden uppströms utan avrinningsområdet är högsta punkten. Storbäcken som avvattnar avrinningsområdet har biflödesordning 2, vilket innebär att vattnet flödar genom totalt 2 vattendrag innan det når havet efter 100 kilometer. Avrinningsområdet består mestadels av skog (90 procent). Avrinningsområdet har 0,36 kvadratkilometer vattenytor vilket ger det en sjöprocent på 3,1 procent.